# Islas Balicuatro
Las islas Balicuatro son un grupo de islas filipinas, situadas al noroeste de la de Sámar.

## Descripción
Las islas están situadas al noroeste de la de Sámar. Aparecen descritas en el primer volumen del Diccionario geográfico, estadístico, histórico de las Islas Filipinas (1850) de Manuel Buzeta Núñez y Felipe Bravo con las siguientes palabras:

BALICUATRO: grupo de islitas, sit. al N. O. de la isla de Samar, entre los 127° 53' long., y los 128° 2' 35" id., y los 12° 43' lat., 12° 37' 30" id. Este grupo de islitas parece un desprendimiento de la costa de Samar y forma la parte oriental de la boca N. E. del estrecho de San Bernardino. Las principales de estas islitas adjudicadas en lo civil, militar y eclesiástico á la prov. de Samar como sus adyacentes, son la Viri, que es la mas distante al N. O. y la Sauang ó Guinamaligan que está intermedia: las otras son ya muy pequeñas.
(Buzeta y Bravo, 1850, p. 334)